# فيرنر غيليس
فيرنر غيليس (بالألمانية: Werner Gilles)‏ هو رسام ألماني، ولد في 29 أغسطس 1894 في ريدت في ألمانيا، وتوفي في 23 يونيو 1961 في إسن في ألمانيا.

## وصلات خارجية
- فيرنر غيليس على موقع مونزينجر (الألمانية)
- فيرنر غيليس على موقع ميوزك برينز (الإنجليزية)